# Cyborg 009
Cyborg 009 (サイボーグ009, Zero Zero Nain) é um mangá criado por Shotaro Ishinomori. Já circulou por muitas diferentes publicações, incluindo a Monthly Shōnen King, Weekly Shōnen Magazine, Monthly Shōnen Jump, COM, Weekly Shōnen Sunday, Weekly Shōnen Big Comic, SF Animedia, e Shōjo Comic no Japão. Foi traduzido para o inglês pela TOKYOPOP e não há a intenção de trazer o mangá original para o Brasil, embora duas de suas adaptações para a TV tenham sido exibidas por aqui, a primeira pela TV Tupi nos anos 70 e a segunda pelo Cartoon Network, onde obteve pouca repercussão, mas sua pequena legião de fãs permanecem sempre fiéis.
Em 1979 foi criada a segunda versão de Cyborg 009, que apresentou um enorme sucesso tanto na Itália como na Suécia. Infelizmente a série não foi transmitida no Brasil. Assim como o longa metragem que foi lançado com o término da série.
Além do mangá, Cyborg 009 rendeu 3 longa metragens para o cinema, 3 séries de TV e vem se especulando a possível produção de um filme live action. O anime Skull Man, também baseado na obra de Shotaro Ishinomori, é considerado como um prólogo para a versão de 2001 de Cyborg 009.
A série também recebeu um crossover com o anime Devilman, chamado de ("Cyborg 009 VS Devilman") uma série de 3 OVAS criados em 2015 e um crossover entre 8 Man e Cyborg 009 de Kyoichi Nanatsuk (roteiro) e Masato Hayate (arte), começou a ser serializado em Champion RED em 18 de julho de 2020.

## Enredo
Black Ghost, uma sociedade secreta que manipula todas as ações globais através do submundo, ambiciona levar as guerras, que caminham lado-a-lado com a humanidade desde seu nascimento, para o espaço. Para isso, inicia-se o projeto ciborgue, que consiste na produção de super-soldados para serem usados como armas por Black Ghost. No entanto, uma das mentes brilhantes por trás do projeto, o professor Isaac Gilmore, é atormentado por sua consciência a abandonar o projeto e assim organiza uma rebelião que visa a libertação dos 9 protótipos 00.
Joe Shimamura é o protagonista da história que se inicia quando este se junta ao grupo rebelde que decide então utilizar de suas novas aprimoradas habilidades para se voltar contra seus próprios criadores e dar um fim ao período de caos e destruição propagado por Black Ghost.
Em meio as suas aventuras, Joe e seus companheiros biônicos ainda se envolvem em conflitos com cientistas megalomaníacos que brincam de Deus em suas experiências na área de genética, terroristas do Oriente Médio, visitantes do futuro, mitos trazidos a vida pelo avanço da tecnologia, habitantes de civilizações perdidas e até cultos religiosos com fins inescrupulosos, tudo isso enquanto lidam com seu drama pessoal por terem sido privados de sua humanidade para serem convertidos em armas de destruição em massa. Agora eles buscam compensar sua existência lutando pela paz e justiça.

## Personagens

### Cyborg 001
Nome verdadeiro: Ivan Wisky
Local de nascimento: Moscou, União Soviética
Aniversário: 1 de Janeiro
Ivan é um bebê superinteligente que possui poderes psíquicos e telecinéticos. Ele comunica-se através de telepatia e ainda não aprendeu a falar. Ivan veio da União Soviética e foi projetado antes mesmo do Dr. Gilmore integrar o Projeto Cyborg. Quem foi o mentor de tudo foi seu próprio pai, o Dr. Gamo, que submeteu seu próprio filho, recém-nascido, às pesquisas que lhe alteraram o funcionamento de suas faculdades mentais. Comparado aos demais ciborgues, Ivan possui um grande poder, apesar de não se juntar ao grupo nas batalhas. Sua participação geralmente limita-se em instruir os colegas e teletransportá-los em casos de emergência e perigo.
Outra importante característica sua é o fato dele se encontrar quase sempre em estado de hibernação, devido ao desgaste físico e mental que ele sofre toda vez que tem de usar os seus poderes.

### Cyborg 002
Nome verdadeiro: Jet Link
Local de nascimento: Nova York, Estados Unidos
Descendência: Italiana
Aniversário: 2 de Fevereiro
Jet é um americano que foi líder de uma gangue e tem o poder de voar através dos jatos que tem nos pés. Possui uma personalidade rebelde e é o revoltado da turma. Ele costumava se envolver em confusões e até mesmo alguns problemas com a polícia. Sua vida mudou quando foi raptado por agentes do cruel Espectro que o submeteram às pesquisas que lhe deram seus poderes de ciborgue. A princípio, ele se chamaria
001, mas como suas habilidades estavam imperfeitas e seu desenvolvimento como arma de combate ainda estava em fase de testes, foi congelado em laboratório para que no futuro pudesse ser finalizado. Foi o primeiro ciborgue projetado pelo Dr. Gilmore. Suas habilidades é poder voar pelos pés e também pode se mover no tempo, se mover a velocidade do som. Ao longo da série, sua fama de brigão e encrenqueiro vai dando lugar à sua generosidade e seu lado humano. No filme Re-Cyborg, ele é visto como um investigador junto de Great Britain em que investigam a voz dele. Ele possui mais jatos no corpo além do próprio pé diferente do anime.

### Cyborg 003
Nome verdadeiro: Françoise Arnoul
Local de nascimento: Paris, França
Aniversário: 24 de Janeiro
Françoise é a única mulher do grupo. É uma garota francesa que tem a habilidade de ver e ouvir muito além da capacidade humana. Graças a essas habilidades, ela tem a importante missão de investigar casos misteriosos ou até mesmo prever um ataque inimigo. Quando morava na França, seu sonho era a de se tornar uma grande bailarina.
Infelizmente, seus sonhos foram interrompidos quando os agentes do temível Espectro a raptaram para transforma-la em ciborg. Foi congelada no tempo junto ao 001, 002 e 004.
Apesar da aparência jovem, ela já viveu mais de 40 anos. Durante o decorrer da série, vai crescendo uma forte relação amorosa entre ela e 009, apesar de que o namoro entre os dois nunca tenha sido confirmado. No filme Kaijuu Sensou, ela é vista como uma bailarina, até Joe a chamar na missão. No filme Re-Cyborg, ela parece ter um caso com o Joe.

### Cyborg 004
Nome verdadeiro: Albert Heinrich
Local de nascimento: Berlim, Alemanha
Aniversário: 30 de Novembro
Albert é um alemão que viveu um triste passado. Ao tentar fugir de Berlim Oriental cruzando o Muro de Berlim, foi atacado e viu sua esposa Hilda morrer diante de seus olhos. Depois disso, foi transformado num verdadeiro “homem-máquina”, tendo seu corpo totalmente revestido de armas, capaz de disparar tiros com os dedos das mãos e até soltar mísseis tele-guiados de seus joelhos. É um dos ciborgues mais fortes de todos e também o mais maduro. O fato de ser o mais artificial dentre os ciborgues o submete a um eterno drama pessoal, devido à dificuldade dele mesmo se aceitar como é. No filme Re-Cyborg, ele carrega uma bolsa de armas, diferente do anime.

### Cyborg 005
Nome verdadeiro: Geronimo Junior
Local de nascimento: Indianapólis, Estados Unidos
Aniversário: 25 de Dezembro
Geronimo Jr. é um índio americano que tem o corpo de metal e uma imensa força equivalente à de cem homens.
Antes mesmo de ser capturado pelos agentes do Espectro,trabalhava como operário em uma construção. Além da sua poderosa força bruta, possui uma importante característica, que é a de sentir as vibrações da natureza. Esta é uma habilidade e um mistério até mesmo para os seus próprios criadores, pois isso não tem nada a ver com suas características como ciborgue. Apesar da aparência, é o mais calmo de todos os ciborgues. Está sempre calado e gosta de viver em paz com a natureza e o meio ambiente. Sua participação no anime não chega a ser muito explorada, infelizmente. No filme Re-Cyborg, este parece fazer aparecer sinais em seu corpo, sinal de sua força.

### Cyborg 006
Nome verdadeiro: Chang Changku
Local de nascimento: Guangdong, China
Data de nascimento: 29 de Fevereiro
Chang era apenas um trabalhador chinês que nunca conseguia ser bem sucedido na vida. Estava prestes a se suicidar quando foi capturado pelos agentes do Espectro e foi transformado em ciborg. Suas habilidades consistem em cuspir fogo numa temperatura altíssima, capaz de derreter qualquer material da Terra. Além disso, ele sabe escavar muito bem. Ele é dono de um restaurante de comida chinesa e sabe preparar pratos deliciosos. Também ensina a arte de cozinhar para seus amigos ciborgues. É um gorducho bastante simpático, generoso e super engraçado, principalmente quando está ao lado de seu grande amigo 007, companheiro de engraçadas trapalhadas.

### Cyborg 007
Nome verdadeiro: Desconhecido (apelidado de Great Britain, inglês para Grã Bretanha)
Local de nascimento: Liverpool, Inglaterra
Data de nascimento: 1 de Abril
No passado, 007 foi um renomado ator britânico que chegou a fazer muito sucesso no passado em peças teatrais mas que estava em profunda decadência. Ao ser capturado e transformado em ciborg, ganhou a habilidade de se transformar em qualquer coisa, alterando a estrutura molecular do seu corpo. Ele pode se transformar em pessoas, animais, objetos, mudar seu tamanho… Tudo isso graças a um simples aperto em seu umbigo. Estas habilidades fazem de 007 um dos ciborgues mais úteis ao grupo e o deixam muito à vontade para expor seu talento de ator. Costuma fazer algumas interpretações de dramas de Shakespeare e até mesmo escrever alguns roteiros. Ao longo da anime, passa a trabalhar como garçom no restaurante de 006, seu grande amigo. Lá, ele aproveita para utilizar suas sempre úteis técnicas de transformação.
Ele foi baseado em James Bond, sendo um especialista em espionagem com um senso de humor e possuindo o mesmo codinome (007).
Ele possui o hábito de querer provocar Françoise, fazer uma das suas, que a irrita.

### 🇰🇪Cyborg 008
Nome verdadeiro: Pyunma
Local de nascimento: Muamba, Quênia
Aniversário: 20 de Agosto
Pyunma é um africano que escapou da escravidão dos tempos modernos, salvo por agentes do Espectro. Depois de transformado em ciborg ganhou um sistema respiratório que pode ser usado embaixo da água por grandes períodos de tempo. É equivalente ao Aquaman por ter seus poderes na água. Além disso é um grande perito em estratégias de ataque.
Passou a maior parte da sua vida sofrendo muito como um guerrilheiro em seu país de origem, Muamba, localizado na África Oriental. Seus ideais sempre foram de liberdade, mas acabou sendo capturado pelos capangas do Espectro e acabou vendo seu país submetido à escravidão. Felizmente, diante todo esse sofrimento, ele conseguiu ajudar seu povo distribuindo alimentos e fazendo a sua parte na luta por um país menos sofrido. Durante a série, suas habilidades são aperfeiçoadas graças ao Dr. Gilmore que lhe implanta uma pele revestida de escamas.

### Cyborg 009
Nome verdadeiro: Joe Shimamura
Local de nascimento: Tokyo, Japão
Aniversário: 16 de Maio
Joe é o protagonista e herói do anime. Suas habilidades como Cyborg dão a ele o poder “Modo Acelerado”, capaz de fazer com que ele se mova numa velocidade semelhante à do som, dando a impressão de que tudo que gira em sua volta está em câmera lenta, assim como Jet. Essa habilidade acontece graças a um botão que ele aciona ao pressionar os dentes de trás. Outra arma que ele possui é uma pistola que dispara raios. Quando era criança, Joe viveu a maior parte de sua vida num orfanato, junto com seus amigos e sempre sob os cuidados de um padre muito bondoso que o criou. No entanto, o padre foi misteriosamente assassinado dentro da igreja bem diante dos olhos de Joe. Sem contar que a igreja onde Joe e seus amigos vivam foi também incendiada. O jovem foi acusado injustamente pelo crime e acabou fugindo para não ser pego. No entanto, ele acabou sendo capturado pelos agentes do Espectro e submetido às pesquisas que o transformaram no Cyborg
009. É considerado o mais forte de todos os ciborgs e sua maior característica vem de seu forte senso de justiça e persistência. Em um episódio Tempo Congelado, ele desperta em que todos ficam paralisados, tal fato que o deixou assustado. No filme Re-Cyborg, ele parece ter perdido parte da memória, até Geronimo e Françoise tentarem fazer Joe recuperar a memória. No filme é visto em Joe e Françoise tem um caso romântico.

## Guia de episódios

### Série de 1968
- 01. Terror dos Homens Misteriosos
- 02. O Desafio do "X"
- 03. Confronto no Pólo Sul
- 04. Demônios Espaciais
- 05. Ah, Kubikuro
- 05. Resgate ao Anel da Galeria
- 07. O Ônibus Escolar
- 08. A Garota dos Olhos Dourados
- 09. A Noite dos Diabos Andantes
- 10. Realeza na Terra Dourada
- 11. O Leão Dourado
- 12. O Gigante do Céu
- 13. Segredo do Castelo Demoníaco
- 14. Deserto Maldito
- 15. Tragédia do Homem Animal
- 16. Espíritos do Pacífico
- 17. Aliança Fantasma
- 18. Meu Pai, O Apóstolo do Demônio
- 19. Terror do Primeiro "Shisunetoku"
- 20. A Última Fuga
- 21. A Cavalaria Fantasma
- 22. A Vingança dos Espíritos Parte I
- 23. A Vingança dos Espíritos Parte II
- 24. O Desafio do Amor Proibido
- 25. A Volta do Morto
- 26. Morte é a Paz dos Soldados

### Série de 2001
- 01. O Nascimento
- 02. A Fuga
- 03. O Décimo Cyborg
- 04. A Batalha Final
- 05. Lágrimas de Aço
- 06. Procurando o Professor
- 07. O Oponente Invisível
- 08. Amigo
- 09. O Inimigo Que Vem do Fundo do Mar
- 10. Operação Auroras
- 11. Natal em paris
- 12. A Ilha Mística
- 13. Nevoeiro em Londres
- 14. O Monstro Negro
- 15. Adeus, Meu Amigo
- 16. Encurralados
- 17. A Batalha Final
- 18. Histórias da Cozinha
- 19. O Herói
- 20. O Cão Fantasma
- 21. Fósseis do Mal
- 22. A Ira dos Deuses
- 23. A Ascensão da Mitologia
- 24. Artemis
- 25. Mitologia, O Capítulo Final
- 26. O Diário de Gilmore
- 27. Pequenos Visitantes
- 28. O Despertar
- 29. A Terra Azul
- 30. Computópia
- 31. Ilha Monstro
- 32. Homem ou Máquina?
- 33. Tempo Congelado
- 34. A Maldição do Faraó
- 35. A Cidade do Vento
- 36. A Terra Congelada
- 37. A Noite do Festival de Estrelas
- 38. Espectro Vive
- 39. Os Novos Assassinos
- 40. Revanche de Gamo
- 41. Fúria do Futuro
- 42. Para o Amanhã
- 43. Velhos Amigos
- 44. Pesadelo de Van Bogoot
- 45. Adeus, Golfinho
- 46. O Império Subterrâneo
- 47. Nascer do Demônio
- 48. Quando Deseja a uma Estrela Cadente
- 49. O Plano da deusa
- 50. A Luz do Poder
- 51. O Nascimento de um novo Universo

## Dubladores
Dubladores Brasileiros
(2001)
- Cyborg 001: Marcelo Garcia
- Cyborg 002: Duda Espinoza
- Cyborg 003: Sylvia Salustti
- Cyborg 004: Hamilton Ricardo
- Cyborg 005: Oziel Monteiro
- Cyborg 006: Waldir Fiori
- Cyborg 007: Sérgio Stern
- Cyborg 008: Guilherme Briggs
- Cyborg 009: Christiano Torreão
- Dr. Gilmore: José Santa Cruz
- Scarl(Espectro): Dário de Castro
- Estúdio: Cinevideo
- Direção: Miriam Ficher[carece de fontes?]